# NGC 2978
NGC 2978 (również PGC 27808) – galaktyka spiralna (Sbc), znajdująca się w gwiazdozbiorze Sekstantu. Odkrył ją Lewis A. Swift 10 marca 1886 roku.